# 里斯本奧利安圖足球會
里斯本奧利安圖足球會（葡萄牙語：Clube Oriental de Lisboa），是一支位於里斯本的葡萄牙職業足球會，成立於1946年，主場為沙利馬球場，能容納8500人。